# Tony Reedus
Tony Reedus (Memphis, 22 september 1959 - New York, 16 november 2008) was een Amerikaanse jazzdrummer.

## Carrière
Reedus begon op 14-jarige leeftijd te drummen en spoedig daarna met zijn schoolband. Aangemoedigd door zijn oom James Williams (voormalig pianist van de Jazz Messengers), begon hij jazz te spelen. Hij ontwikkelde zijn voorstellingen van het drummen tijdens zijn highschool-tijd en door het onderzoek van de stijlen van zijn voorbeelden Chick Webb, Art Blakey, Louis Hayes, Max Roach, Elvin Jones, Tony Williams en Victor Lewis.
Reedus bezocht in 1978 de Memphis State University. Gelijktijdig werkte hij in plaatselijke jazzclubs met saxofonist Herman Green en veel andere muzikanten uit Memphis. Tijdens deze periode speelde hij ook met grootheden als Milt Jackson, Slide Hampton en Frank Foster. Tijdens een optreden in de Blue's Alley in Memphis was de daar aanwezige trompettist Woody Shaw zo onder de indruk, dat hij hem bij zich liet voorspelen in New York. Na een succesvolle poging verliet Reedus de universiteit om zich aan te sluiten bij Shaws band, waarbij ook Steve Turré, Mulgrew Miller en Stafford James speelden. In 1981 maakte hij zijn eerste opname bij Shaws United Records, toerde verder met diens band en bleef erbij tot de ontbinding in 1983.
Sindsdien behoorde Reedus bij wisselende bands in de regio van New York en wereldwijd, waaronder het Mercer Ellington Orchester, Art Farmer, Bobby Hutcherson, Freddie Hubbard, Kenny Garrett, Mulgrew Miller, George Coleman, Benny Golson, Joe Lovano, Phineas Newborn en vele anderen. Tijdens de laatste jaren werkte hij regelmatig in de band van de gitarist Dave Stryker en met de toetsenist en organist Mike LeDonne. Tony Reedus nam drie eigen albums op.

## Overlijden
Tony Reedus overleed op 16 november 2008 op 49-jarige leeftijd onderweg naar het ziekenhuis aan een longembolie, nadat hij op het vliegveld bij zijn terugkeer van een concert in Italië was bezweken.

## Discografie
- People Get Ready
- Minor Thang, uitgebracht in juli 1996
- Incognito
- The Far Side

- Biblioteca Nacional de España: XX6569012
- Bibliothèque nationale de France: cb139220392 (data)
- Gemeinsame Normdatei: 134714385
- International Standard Name Identifier: 0000 0000 5513 2810
- Library of Congress Control Number: n84002095
- MusicBrainz: 50f75cce-2c29-420e-98ed-35c90b9dcd4f
- Nationale Bibliotheek van Israël: 987007349779805171
- Nederlandse Thesaurus van Auteursnamen: 339143177
- Système universitaire de documentation: 156835592
- Virtual International Authority File: 10035388
- WorldCat: E39PBJfRyWHRHXQPwyJ3t7D8YP